# ويست هاريسون (إنديانا)
ويست هاريسون (بالإنجليزية: West Harrison town, Indiana)‏ هي بلدة تقع بولاية إنديانا في الولايات المتحدة. تبلغ مساحتها 0.59 كم2، وترتفع عن سطح البحر 158 م، بلغ عدد سكانها 289 نسمة في عام 2010 حسب إحصاء مكتب تعداد الولايات المتحدة وتصل الكثافة السكانية فيها 489.8 نسمة لكل كيلومتر مربع (1,268.6/ميل2).

## التركيبة السكانية
حدّد مكتب تعداد الولايات المتحدة بيانات التركيبة السكانية لويست هاريسون في تعداد الولايات المتحدة. في ما يلي، التركيبة السكانية حسب تعدادي 2000 و2010.

### تعداد عام 2000
بلغ عدد سكان ويست هاريسون 284 نسمة بحسب تعداد عام 2000، وبلغ عدد الأسر 142 أسرة وعدد العائلات 70 عائلة مقيمة في البلدة. في حين سجلت الكثافة السكانية 481.4 نسمة لكل كيلومتر مربع (1,246.8/ميل2). وبلغ عدد الوحدات السكنية 151 وحدة بمتوسط كثافة قدره 255.9 لكل كيلومتر مربع (662.8/ميل2).
وتوزع التركيب العرقي للبلدة بنسبة 99.30% من البيض و0.35% من الأمريكيين الأصليين و0.35% من عرقين مختلطين أو أكثر و0.70% من الهسبانيون أو اللاتينيون من أي عرق.
بلغ عدد الأسر 142 أسرة كانت نسبة 28.9% منها لديها أطفال تحت سن الثامنة عشر تعيش معهم، وبلغت نسبة الأزواج القاطنين مع بعضهم البعض 31% من أصل المجموع الكلي للأسر، ونسبة 12.7% من الأسر كان لديها معيلات من الإناث دون وجود شريك، بينما كانت نسبة 5.6% من الأسر لديها معيلون من الذكور دون وجود شريكة وكانت نسبة 50.7% من غير العائلات. تألفت نسبة 46.5% من أصل جميع الأسر من عدة أفراد يعيشون في نفس المنزل ونسبة 9.9% كانت تتألف من شخص يعيش بمفرده يبلغ من العمر 65 عاماً أو أكثر. وبلغ متوسط حجم الأسرة المعيشية 2.00، أما متوسط حجم العائلات فبلغ 2.89.
بلغ العمر الوسطي للسكان 36.3 عاماً. وكانت نسبة 22.2% من القاطنين تحت سن الثامنة عشر، وكانت نسبة 9.9% بين الثامنة عشر والرابعة والعشرين عاماً، ونسبة 33.8% كانت واقعةً في الفئة العمرية ما بين الخامسة والعشرين والرابعة والأربعين عاماً، ونسبة 23.2% كانت ما بين الخامسة والأربعين والرابعة والستين، ونسبة 10.9% كانت ضمن فئة الخامسة والستين عاماً فما فوق. يوجد لكل 100 أنثى 111.9 ذكر، ويوجد لكل 100 أنثى في الثامنة عشر من عمرها فما فوق 118.8 ذكر.
بلغ متوسط دخل الأسرة في البلدة 21,500 دولارًا، أما متوسط دخل العائلة فبلغ 23,750 دولارًا. وكان متوسط دخل الذكور 32,344 دولارًا مقابل 20,313 دولارًا للإناث. وسجل دخل الفرد الخاص بالبلدة 12,667 دولارًا. وكانت نسبة 32.4% من العائلات ونسبة 31.6% من السكان تحت خط الفقر، وكان من هؤلاء نسبة 46.7% تحت سن الثامنة عشر ونسبة 17.9% في الخامسة والستين من العمر وما فوق.

### تعداد عام 2010
بلغ عدد سكان ويست هاريسون 289 نسمة بحسب تعداد عام 2010، وبلغ عدد الأسر 136 أسرة وعدد العائلات 68 عائلة مقيمة في البلدة. في حين سجلت الكثافة السكانية 489.8 نسمة لكل كيلومتر مربع (1,268.6/ميل2). وبلغ عدد الوحدات السكنية 174 وحدة بمتوسط كثافة قدره 294.9 لكل كيلومتر مربع (763.8/ميل2).
وتوزع التركيب العرقي للبلدة بنسبة 98.96% من البيض و0.35% من الأمريكيين الأفارقة و0.35% من الأمريكيين الأصليين و0.35% من الأمريكيين ذوي الأصول الآسيوية و0.35% من الهسبانيون أو اللاتينيون من أي عرق.
بلغ عدد الأسر 136 أسرة كانت نسبة 21.3% منها لديها أطفال تحت سن الثامنة عشر تعيش معهم، وبلغت نسبة الأزواج القاطنين مع بعضهم البعض 30.1% من أصل المجموع الكلي للأسر، ونسبة 13.2% من الأسر كان لديها معيلات من الإناث دون وجود شريك، بينما كانت نسبة 6.6% من الأسر لديها معيلون من الذكور دون وجود شريكة وكانت نسبة 50% من غير العائلات. تألفت نسبة 43.4% من أصل جميع الأسر من عدة أفراد يعيشون في نفس المنزل ونسبة 11% كانت تتألف من شخص يعيش بمفرده يبلغ من العمر 65 عاماً أو أكثر. وبلغ متوسط حجم الأسرة المعيشية 2.13، أما متوسط حجم العائلات فبلغ 2.94.
بلغ العمر الوسطي للسكان 42.2 عاماً. وكانت نسبة 17.3% من القاطنين تحت سن الثامنة عشر، وكانت نسبة 9.7% بين الثامنة عشر والرابعة والعشرين عاماً، ونسبة 27.7% كانت واقعةً في الفئة العمرية ما بين الخامسة والعشرين والرابعة والأربعين عاماً، ونسبة 32.9% كانت ما بين الخامسة والأربعين والرابعة والستين، ونسبة 12.5% كانت ضمن فئة الخامسة والستين عاماً فما فوق. وتوزع التركيب الجنسي للسكان بنسبة 52.6% ذكور و47.4% إناث.